# Trokrilac
Trokrilac je zrakoplov opremljen s tri seta krila otprilike istih veličina i smještenih jedan iznad drugog. Vodoravni stabilizator i kanardi u pravilu nisu uključeni u ovaj zbroj. Najčešće je donje krilo u ravnini donjeg dijela trupa, srednje je na njegovom gornjem dijelu dok je treće krilo na nosačima iznad trupa zrakoplova. 
Prvi trokrilac dizajniran je 1908. godine u francuskoj aviotvrtki Blériot-Voisin. Pokretao ga je Renault motor od 37 kW (50 KS). Britanski pionir zrakoplovstva A.V. Roe izgradio je nekoliko eksperimentalnih trokrilaca ali su kasnije ti avioni redizajnirani u dvokrilce s vučnim propelerom. Trokrilci imaju veću površinu krila od dvokrilaca i jednokrilaca s istim rasponom krila, što potencijalno nudi veći uzgon i manji radijus zaokreta.  

## Povijesni razvoj i korištenje
Tijekom Prvog svjetskog rata neki proizvođača zrakoplova okrenuli su se ovoj konfiguraciji u nastojanju da lovački zrakoplovi dobiju dodatne manevarske sposobnosti na štetu povećanog otpora i manje brzine. U praksi trokrilci općenito daju lošije osobine u usporedbi s dvokrilcima i samo nekoliko zrakoplova ove konfiguracije ušlo je u proizvodnju. S trokrilnim dizajnom eksperimentiralo se i na velikim zrakoplovima kao što su rani teški bombarderi poput Witteman-Lewis XNBL-1 Barlinga i na nekim eksperimentalnim britanskim anti-cepelin lovcima. 
Sopwith Triplane bio je prvi trokrilac koji je korišten tijekom 1. svjetskog rata iako ih je izrađeno tek nekoliko. Ipak, najpoznatiji trokrilac tog perioda bio je Fokker Dr.I, zrakoplov poistovjećen s Manfredom von Richthofenom, "Crvenim barunom", njemačkim pilotom s najviše zračnih pobjeda tijekom rata.

## Višekrilci
Dok su trokrilci bili relativno rijetki, zrakoplovi s četiri ili više skupova krila bili su još rjeđi. Ekstremni primjeri uključuju višekrilac sa setom od dvjesto krila kojeg je dizajnirao pionir zrakoplovstva iz Velike Britanije, Horatio Phillips. Drugi primjer je Caproni Ca.60, transatlantski leteći brod, koji je imao tri seta po tri krila (Set krila preuzet s bombardera Caproni Ca.4). Tu spada i četverokrilac Supermarine Nighthawk, dizajniran za obaranje cepelina (zrakoplov nije proizvođen). Britanci su imali desetak četverokrilaca ali nijedan nije učestvovao u nekoj borbenoj akciji. Još jedan od poznatih višekrilaca bio je Gerhardt Cycleplane, zrakoplov sa setom od sedam krila poredanih jedan iznad drugoga, izrađen 1923. godine. Tanka konstrukcija krila i redovno urušavanje (pucanje)  često se koristilo kao podrugljiv i nepraktičan primjer zrakoplovnog dizajna. 

## Tandem trokrilac
U novije vrijeme, termin "tandem trokrilac" korišten je za mlazne lovačke avione koji, uz uobičajene letne površine kao što su krilo i vodoravni stabilizator, imaju i kanard, sve u cilju povećanja upravljivosti i/ili postizanja STOL osobina. Ovi avioni se ne smatraju trokrilcima u tradicionalnom smislu.